# Yassine El Ghanassy
Yassine El Ghanassy, né le 12 juillet 1990 à La Louvière en Belgique, est un footballeur international belge, d'origine marocaine, qui joue au poste d'attaquant ou de milieu de terrain.

## Biographie

### En club
Yassine El Ghanassy est né le 12 juillet 1990 et est le fils de l'ancien footballeur Hajjaj El Ghanassy (nl). Il commence le football à l'âge de cinq ans au CS Fayt-Manage, un petit club près de La Louvière. Après trois saisons, il est recruté par la RAA Louviéroise, où il termine sa formation. Considéré à seize ans comme un des grands espoirs du football belge, il passe deux mois en Angleterre, à Birmingham City en test. Bien qu'il ait convaincu les recruteurs du club, le transfert ne sera pas réalisé notamment à cause de la somme demandée par La Louvière, considérée comme trop élevée. En 2008, il fait ses débuts dans l'équipe première du club, qui évolue alors en Division 3. Il joue six rencontres puis décide de quitter le club durant l'été pour rejoindre La Gantoise en première division.
Bien qu'il soit transféré comme joueur espoir, il reçoit rapidement sa chance en championnat. Il reprend le rôle de Bryan Ruiz, parti durant l'été au FC Twente et est régulièrement comparé à son compatriote Mbark Boussoufa, un autre ancien joueur de La Gantoise, avec qui il est ami en dehors des terrains. Reconnu pour ses qualités de passeur grâce aux nombreuses passes décisives qu'il délivre, il marque moins facilement. Il inscrit son premier but officiel en Ligue Europa face au club biélorusse du Naftan Novopolotsk, qui permet à son équipe de se qualifier pour le tour suivant. Il marque son premier but en championnat en fin de saison, lors des Play-offs face à Zulte-Waregem. Il remporte son premier trophée important la même année avec la Coupe de Belgique.
Ses bonnes prestations à Gand ne passent pas inaperçues et il est suivi par de bonnes équipes européennes, comme l'AC Milan, Everton, le Celtic, le LOSC Lille, l'Olympique lyonnais, l'Olympique de Marseille ou encore Manchester City,. Le Sporting Anderlecht fait une offre à La Gantoise pour enrôler le belgo-marocain durant le mercato mais elle sera jugée insuffisante par la direction gantoise. Yassine El Ghanassy joue encore deux saisons à Gand. Le 11 juillet 2012, il est prêté pour une saison au club anglais de West Bromwich Albion. Il ne parvient pas à s'y imposer et ne joue en tout que trois rencontres toutes compétitions confondues, pour un but inscrit en Coupe de la Ligue face à Yeovil Town. Après six mois, le club le prête au SC Heerenveen, aux Pays-Bas, où il termine la saison avant de revenir à La Gantoise. Il y retrouve rapidement une place dans l'équipe de base et participe à toutes les rencontres du championnat jusqu'à présent.
Il purge depuis mars 2018 une peine de six mois d'emprisonnement en Belgique pour excès de vitesse.
Le 20 octobre 2019, n’ayant pas porté les couleurs du FC Nantes depuis début 2018, il résilie son contrat avec le club.
Après 16 mois sans club, il signe en mars 2021 dans le club hongrois d'Újpest FC pour y tenter de relancer sa carrière.

### En sélections nationales
Yassine El Ghanassy a la double nationalité belgo-marocaine. Il se dirige d'abord vers le Maroc, jouant quelques rencontres avec l'équipe marocaine des moins de 20 ans en 2005 et 2006. Il change ensuite d'avis et opte pour la Belgique. Il intègre le noyau de l'équipe espoirs en 2010. Il confirme son choix définitivement le 5 octobre 2010, répondant favorablement à une convocation pour le match face au Kazakhstan. Il joue son premier match avec les « Diables Rouges » le 9 février 2011 contre la Finlande,, entrant à quelques minutes de la fin. Le 10 août 2011, il est titularisé d'emblée pour sa deuxième sélection face à la Slovénie. Il n'a plus été appelé depuis lors.

## Style de jeu
Yassine El Ghanassy est un joueur évoluant principalement sur les ailes de l'attaque et du milieu de terrain de son équipe. Il possède une panoplie technique lui permettant d'éliminer ses adversaires en 1 contre 1, ce qui se révèle être sa meilleure qualité au même titre que ses accélérations pouvant être foudroyantes pour la défense adverse. Il se qualifie lui-même comme "un joueur qui va vers l’avant avec le ballon, et qui essaye d’amener beaucoup de danger". Claudio Ranieri, son premier entraîneur à Nantes, le décrit quant à lui comme "un joueur qui provoque, qui va vite". Sa principale défaillance est  l'irrégularité de ses performances qui peuvent rapidement virer du meilleur au pire.

## Statistiques

### En club
| Saison                | Club                        | Championnat           | Championnat | Championnat | Championnat | Coupe nationale | Coupe nationale | Coupe nationale | Coupe de la Ligue | Coupe de la Ligue | Coupe de la Ligue | Supercoupe | Supercoupe | Supercoupe | Compétition(s) continentale(s) | Compétition(s) continentale(s) | Compétition(s) continentale(s) | Compétition(s) continentale(s) | Autres compétitions | Autres compétitions | Autres compétitions | Autres compétitions | Total | Total | Total |
| Saison                | Club                        | Division              | M.          | B.          | P.d.        | M.              | B.              | P.d.            | M.                | B.                | P.d.              | M.         | B.         | P.d.       | Comp.                          | M.                             | B.                             | P.d.                           | Comp.               | M.                  | B.                  | P.d.                | M.    | B.    | P.d.  |
| 2006-2007             | RAAL La Louvière            | Division 3B           | 12          | 1           | 0           | -               | -               | -               | -                 | -                 | -                 | -          | -          | -          | -                              | -                              | -                              | -                              | -                   | -                   | -                   | -                   | 12    | 1     | 0     |
| 2007-2008             | RAAL La Louvière            | Division 3A           | 22          | 3           | 0           | -               | -               | -               | -                 | -                 | -                 | -          | -          | -          | -                              | -                              | -                              | -                              | -                   | -                   | -                   | -                   | 22    | 3     | 0     |
| Sous-total            | Sous-total                  | Sous-total            | 34          | 4           | 0           | -               | -               | -               | -                 | -                 | -                 | -          | -          | -          | -                              | -                              | -                              | -                              | -                   | -                   | -                   | -                   | 34    | 4     | 0     |
| 2008-2009             | KAA La Gantoise             | Division 1            | 11          | 0           | 2           | 3               | 0               | 0               | -                 | -                 | -                 | -          | -          | -          | C3                             | -                              | -                              | -                              | -                   | -                   | -                   | -                   | 14    | 0     | 2     |
| 2009-2010             | KAA La Gantoise             | Division 1            | 25          | 0           | 3           | 6               | 0               | 1               | -                 | -                 | -                 | -          | -          | -          | C3                             | 2                              | 1                              | 0                              | PO1                 | 10                  | 2                   | 1                   | 43    | 3     | 5     |
| 2010-2011             | KAA La Gantoise             | Division 1            | 30          | 6           | 12          | 5               | 1               | 0               | -                 | -                 | -                 | 1          | 0          | 0          | C1+C3                          | 2+8                            | 0+0                            | 0+2                            | PO1                 | 9                   | 0                   | 2                   | 55    | 7     | 16    |
| 2011-2012             | KAA La Gantoise             | Division 1            | 24          | 4           | 5           | 4               | 2               | 1               | -                 | -                 | -                 | -          | -          | -          | -                              | -                              | -                              | -                              | PO1+BE              | 7+2                 | 0+1                 | 0+1                 | 37    | 7     | 7     |
| 2013-2014             | KAA La Gantoise             | Division 1            | 21          | 5           | 2           | 3               | 0               | 0               | -                 | -                 | -                 | -          | -          | -          | -                              | -                              | -                              | -                              | PO2                 | -                   | -                   | -                   | 24    | 5     | 2     |
| Sous-total            | Sous-total                  | Sous-total            | 111         | 15          | 24          | 21              | 3               | 2               | -                 | -                 | -                 | 1          | 0          | 0          | -                              | 12                             | 1                              | 2                              | -                   | 28                  | 3                   | 4                   | 173   | 22    | 32    |
| 2012-2013             | West Bromwich Albion (prêt) | Premier League        | 0           | 0           | 0           | 1               | 0               | 0               | 2                 | 1                 | 0                 | -          | -          | -          | -                              | -                              | -                              | -                              | -                   | -                   | -                   | -                   | 3     | 1     | 0     |
| 2012-2013             | SC Heerenveen (prêt)        | Eredivisie            | 12          | 5           | 3           | -               | -               | -               | -                 | -                 | -                 | -          | -          | -          | -                              | -                              | -                              | -                              | PO                  | 2                   | 0                   | 0                   | 14    | 5     | 3     |
| 2013-2014             | Al-Ain FC (prêt)            | Pro League            | 11          | 1           | 4           | -               | -               | -               | -                 | -                 | -                 | -          | -          | -          | ACL                            | 7                              | 0                              | 0                              | -                   | -                   | -                   | -                   | 18    | 1     | 4     |
| 2015                  | Stabæk Fotball              | Eliteserien           | 26          | 3           | 14          | 4               | 0               | 1               | -                 | -                 | -                 | -          | -          | -          | -                              | -                              | -                              | -                              | -                   | -                   | -                   | -                   | 30    | 3     | 15    |
| 2015-2016             | KV Ostende                  | Division 1            | 5           | 1           | 1           | -               | -               | -               | -                 | -                 | -                 | -          | -          | -          | -                              | -                              | -                              | -                              | PO1                 | 10                  | 4                   | 2                   | 15    | 5     | 3     |
| 2016-2017             | KV Ostende                  | Division 1A           | 28          | 4           | 7           | 5               | 0               | 0               | -                 | -                 | -                 | -          | -          | -          | -                              | -                              | -                              | -                              | PO1+BE              | 8+0                 | 0+0                 | 0+0                 | 41    | 4     | 7     |
| 2017-2018             | KV Ostende                  | Division 1A           | 3           | 0           | 0           | -               | -               | -               | -                 | -                 | -                 | -          | -          | -          | C3                             | 1                              | 0                              | 0                              | PO2                 | -                   | -                   | -                   | 4     | 0     | 0     |
| Sous-total            | Sous-total                  | Sous-total            | 36          | 5           | 8           | 5               | 0               | 0               | -                 | -                 | -                 | -          | -          | -          | -                              | 1                              | 0                              | 0                              | -                   | 18                  | 4                   | 2                   | 60    | 9     | 10    |
| 2017-2018             | FC Nantes                   | Ligue 1               | 20          | 0           | 0           | 1               | 0               | 0               | 1                 | 0                 | 0                 | -          | -          | -          | -                              | -                              | -                              | -                              | -                   | -                   | -                   | -                   | 22    | 0     | 0     |
| 2018-2019             | Al-Raed FC (prêt)           | SPL                   | 16          | 1           | 0           | 2               | 0               | 0               | -                 | -                 | -                 | -          | -          | -          | -                              | -                              | -                              | -                              | -                   | -                   | -                   | -                   | 18    | 1     | 0     |
| 2020-2021             | Újpest FC                   | NBI                   | 1           | 0           | 0           | -               | -               | -               | -                 | -                 | -                 | -          | -          | -          | -                              | -                              | -                              | -                              | -                   | -                   | -                   | -                   | 1     | 0     | 0     |
| 2021-2022             | APS Zakynthos (en)          | Superleague 2 (en)    | 10          | 1           | 1           | -               | -               | -               | -                 | -                 | -                 | -          | -          | -          | -                              | -                              | -                              | -                              | -                   | -                   | -                   | -                   | 10    | 1     | 1     |
| Total sur la carrière | Total sur la carrière       | Total sur la carrière | 277         | 35          | 54          | 34              | 3               | 3               | 3                 | 1                 | 0                 | 1          | 0          | 0          | -                              | 20                             | 1                              | 2                              | -                   | 48                  | 7                   | 6                   | 383   | 47    | 65    |

### En sélections nationales
| Saison                | Sélection             | Phases finales        | Phases finales | Phases finales | Phases finales | Éliminatoires CDM | Éliminatoires CDM | Éliminatoires CDM | Éliminatoires EURO | Éliminatoires EURO | Éliminatoires EURO | Matchs amicaux | Matchs amicaux | Matchs amicaux | Total | Total | Total |
| Saison                | Sélection             | Compétition           | M              | B              | Pd             | M                 | B                 | Pd                | M                  | B                  | Pd                 | M              | B              | Pd             | M     | B     | Pd    |
| --------------------- | --------------------- | --------------------- | -------------- | -------------- | -------------- | ----------------- | ----------------- | ----------------- | ------------------ | ------------------ | ------------------ | -------------- | -------------- | -------------- | ----- | ----- | ----- |
| 2010-2011             | Belgique              | -                     | -              | -              | -              | -                 | -                 | -                 | -                  | -                  | -                  | 1              | 0              | 0              | 1     | 0     | 0     |
| 2011-2012             | Belgique              | -                     | -              | -              | -              | -                 | -                 | -                 | -                  | -                  | -                  | 1              | 0              | 0              | 1     | 0     | 0     |
| Total sur la carrière | Total sur la carrière | Total sur la carrière | -              | -              | -              | -                 | -                 | -                 | -                  | -                  | -                  | 2              | 0              | 0              | 2     | 0     | 0     |

### Matchs internationaux
| Matchs internationaux de Yassine El Ghanassy, | Matchs internationaux de Yassine El Ghanassy, | Matchs internationaux de Yassine El Ghanassy, | Matchs internationaux de Yassine El Ghanassy, | Matchs internationaux de Yassine El Ghanassy, | Matchs internationaux de Yassine El Ghanassy, | Matchs internationaux de Yassine El Ghanassy, | Matchs internationaux de Yassine El Ghanassy,                     |
| #                                             | Date                                          | Lieu                                          | Adversaire                                    | Résultat                                      | Compétition                                   | Club                                          | Notes                                                             |
| --------------------------------------------- | --------------------------------------------- | --------------------------------------------- | --------------------------------------------- | --------------------------------------------- | --------------------------------------------- | --------------------------------------------- | ----------------------------------------------------------------- |
| 1                                             | 9 février 2011                                | Stade Jules-Otten, Gand, Belgique             | Finlande                                      | N 1 - 1                                       | Match amical                                  | KAA La Gantoise                               | Entre en jeu à la place de Eden Hazard à la 82e minute de jeu.    |
| 2                                             | 10 août 2011                                  | Stadion Stožice, Ljubljana, Slovénie          | Slovénie                                      | N 0 - 0                                       | Match amical                                  | KAA La Gantoise                               | Titulaire, remplacé par Derrick Tshimanga à la 86e minute de jeu. |

## Palmarès
|  |  | RAAL La Louvière - Championnat de Belgique de troisième division : - Vice-champion : 2008 |  | KAA La Gantoise - Championnat de Belgique : - Vice-champion : 2010 - Coupe de Belgique (1) : - Vainqueur : 2010 |